# Jamie Harrison
Cet article possède un paronyme, voir Jaime Harrison.
Pour les articles homonymes, voir Harrison.
Jamie Harrison, née le 21 mai 1960 à East Lansing dans le Michigan aux États-Unis, est une écrivaine américaine, auteure de roman policier.

## Biographie
Elle est la fille aînée de Jim Harrison avec qui elle a été très proche, tous deux partageant entre autres des passions communes pour la littérature et la cuisine.
Elle fait des études universitaires à l'université d'État du Michigan et obtient un diplôme de littérature anglaise. Elle vit au début des années 1980 à New York, où elle exerce divers petits métiers, dont jardinier, avant de s'établir à Livingston, dans le Montana. Elle y devient éditrice et publie plusieurs écrivains de l'école du Montana, notamment James Crumley et Barry Gifford.
En 1995, elle fait paraître son premier roman policier La Crête des fous (The Edges of the Crazies), premier volume d'une série mettant en scène Jules Clement, un ancien archéologue revenu à Blue Deer, petite ville du Montana, pour se faire élire shérif. Pour Patrick Raynal, « à travers la fiction policière, Jamie Harrison excelle dans l'art de la narration ; elle y mêle sexe, alcool et petite vie provinciale mesquine, presque assoupie, d'où peut soudain surgir une violence d'autant plus aiguë que les habitants n'ont pas tout à fait perdu l'habitude de se balader avec un flingue. La critique a salué son talent particulier à décortiquer l'âme humaine, son écriture nerveuse, son humour et surtout, la manière inimitable dont elle parvient à transformer un bled paumé du Montana en champ clos des passions humaines les plus complexes ».

## Œuvre

### Romans

#### SérieJules Clement
- The Edges of the Crazies (1995) Publié en français sous le titre La Crête des fous, traduit par Élisabeth Guinsbourg, Paris, Gallimard, Série noire no 2449, 1997  (ISBN 2-07-049586-8)
- Going Local (1996) Publié en français sous le titre Retour au pays, traduit par Aleth Paluel-Marmont, Paris, Gallimard, Série noire no 2564, 1999  (ISBN 2-07-049658-9)
- An Unfortunate Occurrence (1998) Publié en français sous le titre Feu de prairie, traduit par Aleth Paluel-Marmont, Paris, Gallimard, Série noire no 2611, 2001  (ISBN 2-07-049969-3)
- Blue Deer Thaw (2001) Publié en français sous le titre Sous la neige, traduit par Bernard Blanc, Paris, Gallimard, Série noire, 2006  (ISBN 2-07-030128-1)
- The River View (2024)

## Sources
- Claude Mesplède (dir.), Dictionnaire des littératures policières, vol. 1 : A - I, Nantes, Joseph K, coll. « Temps noir », 2007, 1054 p. (ISBN 978-2-910-68644-4, OCLC 315873251), p. 938